# Leptacis vlugi
Leptacis vlugi är en stekelart som beskrevs av Peter Neerup Buhl 1997. Leptacis vlugi ingår i släktet Leptacis och familjen gallmyggesteklar. Arten är reproducerande i Sverige. Inga underarter finns listade i Catalogue of Life.